# Krusze (województwo zachodniopomorskie)
Krusze – wieś w Polsce położona w województwie zachodniopomorskim, w powiecie myśliborskim, w gminie Myślibórz.
W latach 1975–1998 miejscowość administracyjnie należała do województwa gorzowskiego.
W roku 2011 wieś liczyła 49 mieszkańców